# 龟井静香
龟井静香（1936年11月1日—）日本自民党前重要领导人之一，进入政界前为日本警察官员，曾任自民党政务调查会会长、建设大臣、运输大臣。
1998年，龟井与森喜朗出現權力争斗，导致自民党三冢派分裂，龟井组建以自己为领袖的龟井集团；后龟井集团与另一派系旧渡边派合并为江藤-龟井派，龟井任该派的代理会长，后又出任自民党政调会长。2003年，江藤-龟井派会长江藤隆美引退，龟井继任会长，该派名称改为龟井派。
2005年，龟井因为強烈反對日本邮政民营化而与小泉纯一郎闹翻，退出自民党，另立国民新党；龟井派在自民党内影响力迅速衰弱，反造就小泉纯一郎及之後安倍晉三領導的町村派成為自民黨領導的最大派閥。
2005年第44屆日本眾議院議員總選舉，龜井以無黨籍身分在廣島縣第6區參選，擊敗自民黨提名的堀江貴文。
2009年民主黨在第45屆日本眾議院議員總選舉首次贏得大選後，2009年9月16日，民主黨領導國民新黨及社民黨與民主派組成聯合政府，龜井獲新任首相鳩山由紀夫指定出任內閣府特命担当大臣（金融）和郵政改革担当大臣。
2010年6月11日社民黨退出聯合政府後，因菅直人决定放弃在国会本会期通过邮政改革方案，龜井辞去大臣职务。2012年，龜井因不支持「社会保障和税制一体化改革相关法案」而退出國民新黨，2012年12月28日加入绿之风。2013年12月31日，綠之風解散，龜井成為無黨籍人士。

## 荣誉

### 日本勋章奖章
- 旭日大绶章（2019年5月21日公布[1]）